# Pseudanthias engelhardi
Pseudanthias engelhardi là một loài cá biển thuộc chi Pseudanthias trong họ Cá mú. Loài này được mô tả lần đầu tiên vào năm 1982.

## Phân bố và môi trường sống
P. engelhardi có phạm vi phân bố ở Tây Thái Bình Dương. Loài cá này được tìm thấy theo từng nhóm ở đảo Bali (Indonesia) và Palau, trải rộng về phá nam đến vùng biển ngoài khơi đông bắc Úc. Ở phía đông, P. engelhardi xuất hiện tại một số quần đảo thuộc Micronesia và Melanesia, kể cả Tonga (thuộc Polynesia). Loài này cũng đã được xác định là có mặt ở ngoài khơi đảo Guam, dựa vào các cảnh quay video được thực hiện ở độ sâu 73 m. Chúng sống xung quanh các rạn san hô ở độ sâu khoảng từ 37 đến 70 m.

## Mô tả
P. engelhardi trưởng thành có kích thước khoảng 10 cm. Vùng lưng của cá trưởng thành 2 giới có màu hồng hơi vàng, chuyển thành màu trắng hồng ở thân dưới và bụng; vảy có viền cam. Cả hai đều có một đường sọc màu vàng nhạt từ mõm hướng xuống gốc vây ngực. Cá đực có thêm một sọc ngắn màu cam phía trên gốc vây ngực. Vây đuôi xẻ thùy nhưng thùy đuôi không dài. Vây bụng dài, có thể vươn tới gai vây hậu môn (cá mái) hoặc một số tia vây mềm ở sau các gai (cá đực). Mống mắt có màu vàng.
Số gai ở vây lưng: 10; Số tia vây mềm ở vây lưng: 16; Số gai ở vây hậu môn: 3; Số tia vây mềm ở vây hậu môn: 7; Số gai ở vây bụng: 1; Số tia vây mềm ở vây bụng: 5; Số tia vây mềm ở vây ngực: 17; Số vảy đường bên: 42 - 45.